# Dãy núi Jizera
Dãy núi Jizera (tiếng Séc: Jizerské hory) hoặc dãy núi Izera (tiếng Ba Lan: Góry Izerskie; tiếng Đức: Isergebirge) là một phần phía tây của dãy Sudetes trên biên giới giữa Cộng hòa Séc và Ba Lan. Dãy núi được đặt tên từ sông Jizera, nó nổi lên ở nền móng phía nam của khối núi Smrk.

## Địa lý
Dãy núi trải dài từ dãy núi Lusatian (dãy núi Zittau) ở phía tây bắc đến Krkonoše ở phía đông nam. Dãy núi Jizera bao gồm các nguồn của sông Jizera, cũng như của Kwisa và Lusatian Neisse.
Phần chính ở phía Nam được hình thành từ đá granite, ở phía bắc từ các đá gneis và đá phiến mica, với một số khu vực được hình thành từ đá bazan.
Các điều kiện thời tiết được đặc trưng bởi lượng mưa trên trung bình hàng năm. Vào ngày 30 tháng 7 năm 1897, trạm đo tại Nová Louka đã ghi lại lượng mưa hàng ngày lên tới 345,1   mm (13,6 inch), vẫn là một kỷ lục chưa bị phá vỡ ở châu Âu.

## Đỉnh núi

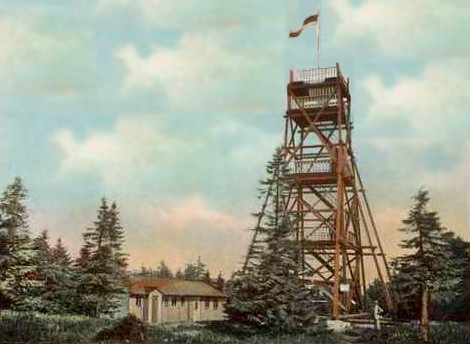
Những khu rừng rậm rạp trên đỉnh Smrk (Tafelfichte) vào khoảng năm 1900

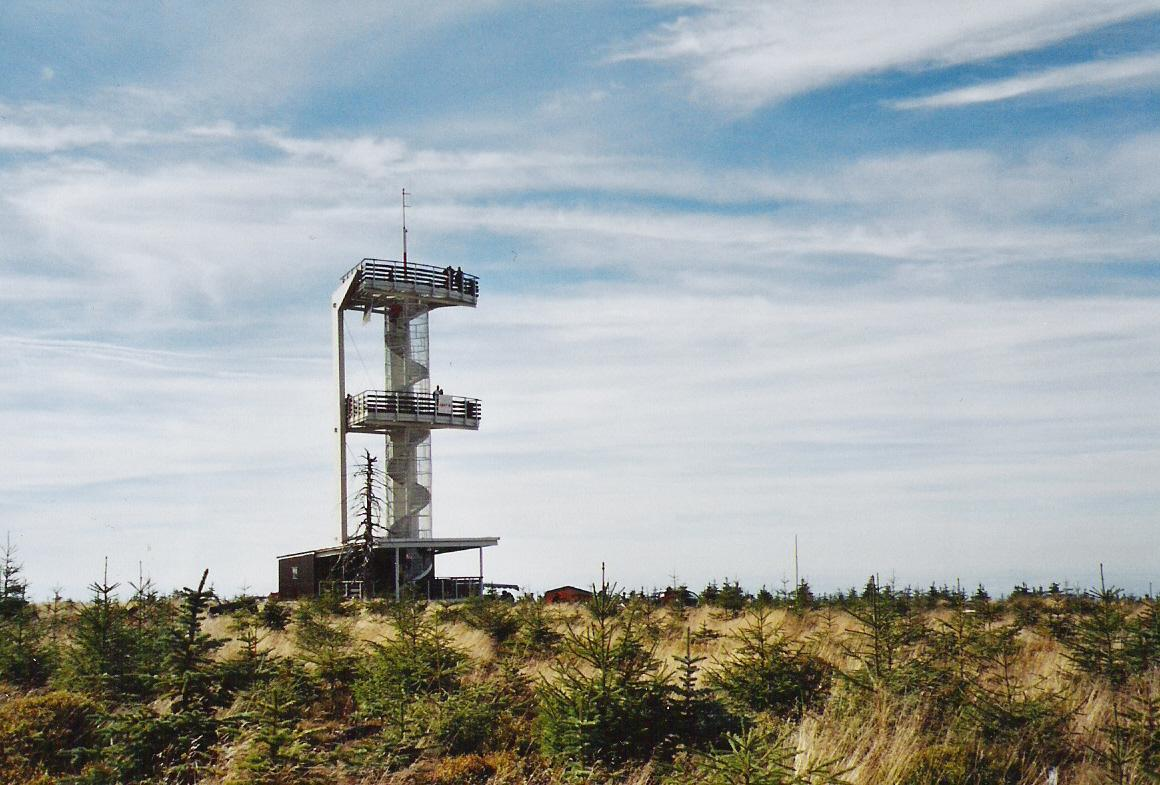
Rừng chết trên đỉnh Smrk năm 2003

Đỉnh cao nhất là Wysoka Kopa (Hinterberg, 1.127   m, 3.698 feet) gần thị trấn Szklarska Poręba ở Ba Lan. Tuy nhiên, một ngọn núi nổi tiếng hơn là Smrk (1124   m, 3.688 feet), với một tháp quan sát được xây dựng lại gần đây. Các đỉnh khác bao gồm Jizera (1.122   m, 3.681 feet) và Stóg Izerski (Heufuder, 1.107   m, 3.632). Các đỉnh theo thứ tự độ cao:
- Wysoka Kopa (Hinterberg), 1.127 m; đỉnh cao nhất của dãy núi Jizera
- Smrk (Tafelfichte), 1.124 m; đỉnh cao nhất của dãy núi Jizera Bohemian
- Jizera (Siechhzigel), 1.122   m
- Stóg Izerski (Heufuder), 1.107 m
- Smědavská hora (Wittigberg), 1.084   m
- Bukovec (Buchberg), 1.005 m; một trong những đỉnh bazan cao nhất ở châu Âu
- Hvězda (Stefanshöhe), 959   m
- Černá Studnice (Schwarzbrunnberg), 869   m
- Tanvaldský Špičák (Tannwalder Spitzberg), 831   m; khu trượt tuyết gần Tanvald
- Oldřichovský Špičák (Buschullersdorfer Spitzberg), 724   m

## Lịch sử

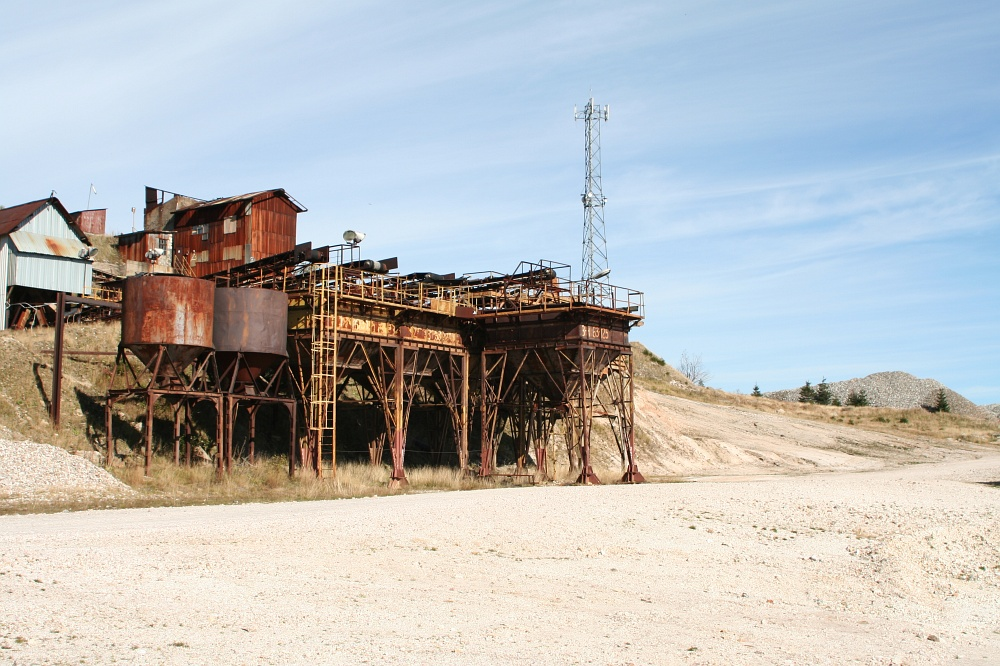
Mỏ thạch anh "Stanisław"

Các khu định cư đầu tiên trong khu vực có từ thời tiền sử. Sau đó, Celts, các bộ lạc Đức cư trú trong các thung lũng cho đến khi họ rời đi vào thế kỷ thứ 5. Sau đó đến Lusatian Sorbs. Vào thế kỷ 14, những người thực dân nói tiếng Đức đã đến và bắt đầu dọn sạch những khu rừng nguyên sinh rậm rạp. Các khu định cư vĩnh viễn được thành lập. Vào thế kỷ 16, một số đồ thủy tinh đã được tìm thấy. Chế tạo thủy tinh có ảnh hưởng sâu sắc đến hệ sinh thái. Rừng nguyên sinh dần được thay thế bằng độc canh cây vân sam phát triển nhanh. Các ngành công nghiệp quan trọng khác bao gồm khai thác thiếc, luyện kim và dệt may. Tabulový kámen (tiếng Đức: Tafelstein), 1072   m) ở rìa phía bắc của Núi Smrk đánh dấu đường biên giữa các tài sản của Bá tước Clam-Gallas ở Friedland, Bohemia, gia đình von Gersdorff từ Meffersdorf, Upper Lusatia (Unięcice, hiện là một phần của Wigandsthal) và Bá tước Schaffgotsch từ Schreiberhau, Silesia.
Trong nửa sau của thế kỷ 20, đặc điểm của dãy núi Jizera đã thay đổi hoàn toàn. Người Đức trong khu vực đã bị trục xuất vào năm 1945 và được thay thế bằng người Ba Lan (nay ở phía Ba Lan và Cộng hòa Séc) ở Tiệp Khắc phía bên của dãy núi. Hệ sinh thái bị ảnh hưởng nặng nề bởi khí thải, được sản xuất bởi các nhà máy điện đốt than non nằm trong lưu vực Zittau, một phần của Tam giác đen sinh thái của châu Âu. Rừng vân sam suy yếu, đề kháng kém với nhiều loại ký sinh trùng khác nhau, đang trên bờ vực tuyệt chủng. Các phần cao hơn của các ngọn núi, đã từng được trồng dày đặc, phần lớn trở thành đồi trọc, một phần cũng là do nạn phá rừng quá mức. Những con đường mới cắt qua cảnh quan hẻo lánh một thời.
Tình hình chỉ được cải thiện sau khi chủ nghĩa cộng sản sụp đổ năm 1989. Các mỏ than lộ thiên ở Đông Đức cũ đã bị đóng cửa, cũng như một số nhà máy điện lớn. Các bộ lọc phát thải đã được lắp đặt tại Nhà máy điện Turów rộng lớn ở Bogatynia bên phía Lusatian Neisse của Ba Lan. Đồng thời các dự án trồng rừng quy mô lớn đã được bắt đầu.

## Du lịch

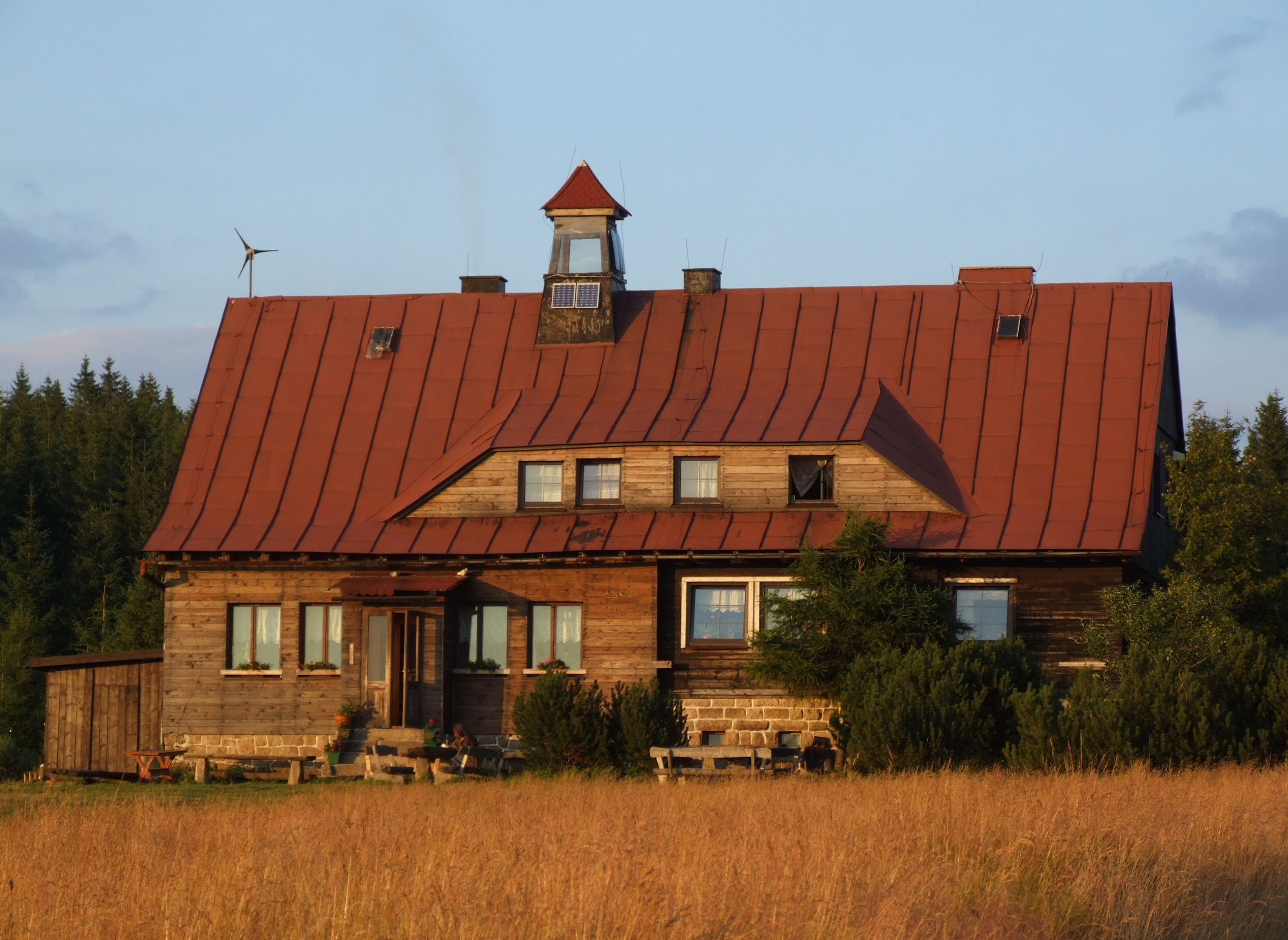
Túp lều trên núi Chatka Górzystów trong phần phía Ba Lan của dãy núi Jizera

Dãy núi Jizera là một địa điểm hấp dẫn cho các môn thể thao mùa đông, đi xe đạp và đi bộ đường dài. Trung tâm Bedřichov cho cả trượt tuyết xuống dốc và trượt tuyết. Các cuộc đua xuyên quốc gia Jannerská   50 và Bieg Piastów (ở Polana Jakuszycka) diễn ra ở đó. Vào mùa hè, MTB cũng đang được phổ biến.
Các thị trấn xung quanh các ngọn núi bao gồm Liberec, Frýdlant v Čechách, Nové Město pod Smrkem, wieradów Zdrój, Szklarska Poręba, Desná, Tanvald và Jablonec nad Nisou.

## Liên kết ngoại
- Hình ảnh của dãy núi Jizera
- (Tiếng Séc) Jannerskehory.cz
- (tiếng Đức) Dãy núi Jizera suốt thời gian
- (tiếng Anh) Thư viện ảnh 3D của Jizera Mountains